# WEC 43
WEC 43: Cerrone vs. Henderson foi um evento de MMA promovido pelo World Extreme Cagefighting em 10 de outubro de 2009, no AT&T Center em San Antonio, Texas.

## Background
O evente era esperado para acontecer em 2 de Setembro de 2009 no Covelli Centre em Youngstown, Ohio. Porém a estrela principal, Ben Henderson teve que fazer uma cirurgia no olho e o evento foi remarcado para essa data.
O main event era esperado para receber a disputa pelo Cinturão Peso Leve porém o campeão Jamie Varner e o desafiante Donald Cerrone. Seria uma revanche da luta que aconteceu no WEC 38, que terminou com uma decisão dividida controversa para Varner. Varner foi medicamente incapaz de lutar no evento, o WEC então resolveu colocar Ben Henderson para enfrentar Cerrone pelo Cinturão Interino dos Leves
A luta entre Alex Karalexis e Anthony Pettis foi cancelada porque Karalexis se lesionou nos treinamentos. A luta foi remarcada para o WEC 48, onde Pettis venceu por Finalização.
Mark Hominick era esperado para enfrentar Deividas Taurosevičius no evento, porém foi forçado a se retirar devido a lesão e foi substituído Javier Vazquez.
Erik Koch era esperado para enfrentar Wagnney Fabiano no evento, porém foi obrigado a se retirar devido a lesão e foi substituído pelo estreante Mackens Semerzier.
Rafael Rebello era esperado para enfrentar Scott Jorgensen no evento, porém se retirou da luta e foi substituído por Noah Thomas.
Akitoshi Tamura era esperado para enfrentar Damacio Page no evento, mais foi retirado do card devido a lesão e foi substituído pelo estreante Will Campuzano.

## Resultados

### Card Preliminar
- Luta de Peso Pena:  Javier Vazquez vs.  Deividas Taurosevičius

Taurosevicius venceu por Decisão Dividida (29–28, 28–29 e 29–28).
- Luta de Peso Galo:  Charlie Valencia vs.  Coty Wheeler

Valencia venceu por Decisão Unânime (30–27, 29–28 e 29–28).
- Luta de Peso Galo:  Eddie Wineland vs.  Manny Tapia

Wineland venceu por Decisão Unânime (30–27, 30–27 e 30–27).
- Luta de Peso Pena:  Wagnney Fabiano vs.  Mackens Semerzier

Semerzier venceu por Finalização (triangulo) aos 2:14 do primeiro round. A luta foi ao ar na transmissão.
- Luta de Peso Galo:  Scott Jorgensen vs.  Noah Thomas

Jorgensen venceu por Nocaute (socos) aos 3:13 do primeiro round. A luta foi ao ar na transmissão.
- Luta de Peso Leve:  Anthony Njokuani vs.  Muhsin Corbbrey

Njokuani venceu por Nocaute Técnico (socos) aos 1:42 do segundo round.

### Card Principal
- Luta de Peso Galo:  Damacio Page vs.  Will Campuzano

Page venceu por Finalização (mata leão) aos 1:02 do primeiro round.
- Luta de Peso Pena:  Raphael Assunção vs.  Yves Jabouin

Assuncao venceu por Decisão Dividida (30–27, 27–30 e 29–28).
- Luta de Peso Leve:  Richard Crunkilton vs.  Dave Jansen

Jansen venceu por Decisão Unânime (30–27, 29–28 e 29–28).
- Luta pelo Cinturão Interino dos Leves:  Donald Cerrone vs.  Ben Henderson

Henderson venceu por Decisão Unânime (48–47, 48–47 e 48–47) e se tornou o Campeão Interino dos Leves do WEC.

## Bonus da Noite
Os lutadores premiados ganharam o bônus de $10,000.
- Luta da Noite (Fight of the Night):  Donald Cerrone vs.  Benson Henderson
- Nocaute da Noite (Knockout of the Night):  Anthony Njokuani
- Finalização da Noite (Submission of the Night):  Mackens Semerzier

## Referencias
1. 1 2  «WEC 43 draws 5,176 spectators; Harris says he's "sure" promotion will return to Texas». MMAjunkie.com. Consultado em 11 Outubro de 2009
2. ↑  «WEC 43: Cerrone vs. Henderson on October 10 in San Antonio, Texas». MMAFrenzy.com. Consultado em 29 de Agosto de 2009
3. ↑  «WEC 43 Rescheduled for Oct. 10». Sherdog.com. Consultado em 24 de Agosto de 2009
4. ↑  Stupp, Dann. «Alex Karalexis vs. Anthony Pettis scrapped from WEC 43; main-card replacement not determined». MMAjunkie.com. Consultado em 18 de Agosto de 2009
5. ↑  «WEC 43: Javier Vazquez replaces Mark Hominick, meets Deividas Taurosevicius». MMAjunkie.com. Consultado em 21 de Setembro de 2009
6. ↑  «Newcomer Mackens Semerzier replaces injured Erik Koch on WEC 43 prelims». MMAjunkie.com. Consultado em 29 de Setembro de 2009
7. ↑  «Noah Thomas replaces Rafael Rebello, meets Scott Jorgensen at WEC 43». MMAjunkie.com. Consultado em 18 Setembro de 2009
8. ↑  «Texas product Will Campuzano replaces injured Akitoshi Tamura at WEC 43». MMAjunkie.com. Consultado em 24 de Setembro de 2009
9. ↑  «WEC 43 bonuses: Henderson, Cerrone, Semerzier, Njokuani earn $20K and $10K awards». MMAJunkie.com. Consultado em 10 de Outubro de 2009